# توريسايلا دي لوس أنجلوس
بلدية توريسايلا دي لوس أنجلوس (بالإسبانية: Torrecilla de los Ángeles)‏، هي بلدية تقع في مقاطعة قصرش والتي تقع في منطقة إكستريمادورا، غرب إسبانيا.
يبلغ عدد سكانها 768 نسمة وفقاً لإحصائية سنة (2002).